# 长序美丽乌头
长序美丽乌头（学名：Aconitum pulchellum var. racemosum）为毛茛科乌头属下的一个变种。

## 扩展阅读
- 維基物種上的相關：长序美丽乌头